# NGC 1565
NGC 1565 è una lontana galassia a spirale (barrata?) situata nella costellazione dell'Eridano, a una distanza di circa 439 milioni di anni luce dalla nostra Via Lattea.

## Scoperta
La galassia è stata scoperta il 12 novembre 1885 dall'astronomo statunitense Francis Leavenworth.